# Bambusina borreri
Bambusina borreri là một loài Song tinh tảo trong họ Desmidiaceae, thuộc chi Bambusina.